# Dan (stam)

Stamgebieden in het Bijbelse Israël

De Stam van Dan was volgens de Hebreeuwse Bijbel een van de twaalf stammen van Israël. De stamvader van de stam was Dan, de oudste zoon van Jakob en de slavin Bilha (Genesis 30:4). Volgens het boek Exodus was de stam van Dan het talrijkste van alle stammen tijdens de uittocht van Israël uit Egypte.
Toen de Israëlieten Kanaän hadden veroverd, werd aan Dan een grondgebied aan de kust (rond het hedendaagse Tel Aviv) toegewezen (Jozua 19). Later vestigden de Filistijnen zich in het gebied ten zuiden van het grondgebied van Dan. Er werd dan ook fel gevochten tussen de stam van Dan en de Filistijnen, onder andere door de Daniet Simson.
De druk van de Filistijnen werd uiteindelijk toch te zwaar voor de stam van Dan om te weerstaan en uiteindelijk trok de stam naar het noorden van Israël (Richteren 18). Daar tartten ze het gezag van God door zelf Levieten in dienst te nemen (Richteren 17). Toen Jerobeam I de tien stammen van Israël afscheidde na de breuk met Rechabeam, Salomo's zoon, sloot de stam van Dan zich bij hem aan. De hoofdplaats van Dan, ook Dan geheten, werd de locatie van een van Jerobeams kalveren, die hij ter vervanging van Salomo's tempel had opgericht. Toen Israël in 722 v.Chr. door Assyrië werd veroverd, werd Dan samen met de andere stammen weggevoerd.
Een traditie wil dat de Beta Israël afstammelingen zijn van Dan.
Merkwaardig is dat Dan niet genoemd wordt in de opsomming van Openbaring 7:4-8. Simeon wordt daar dan weer wel genoemd.